# Bengt Orup

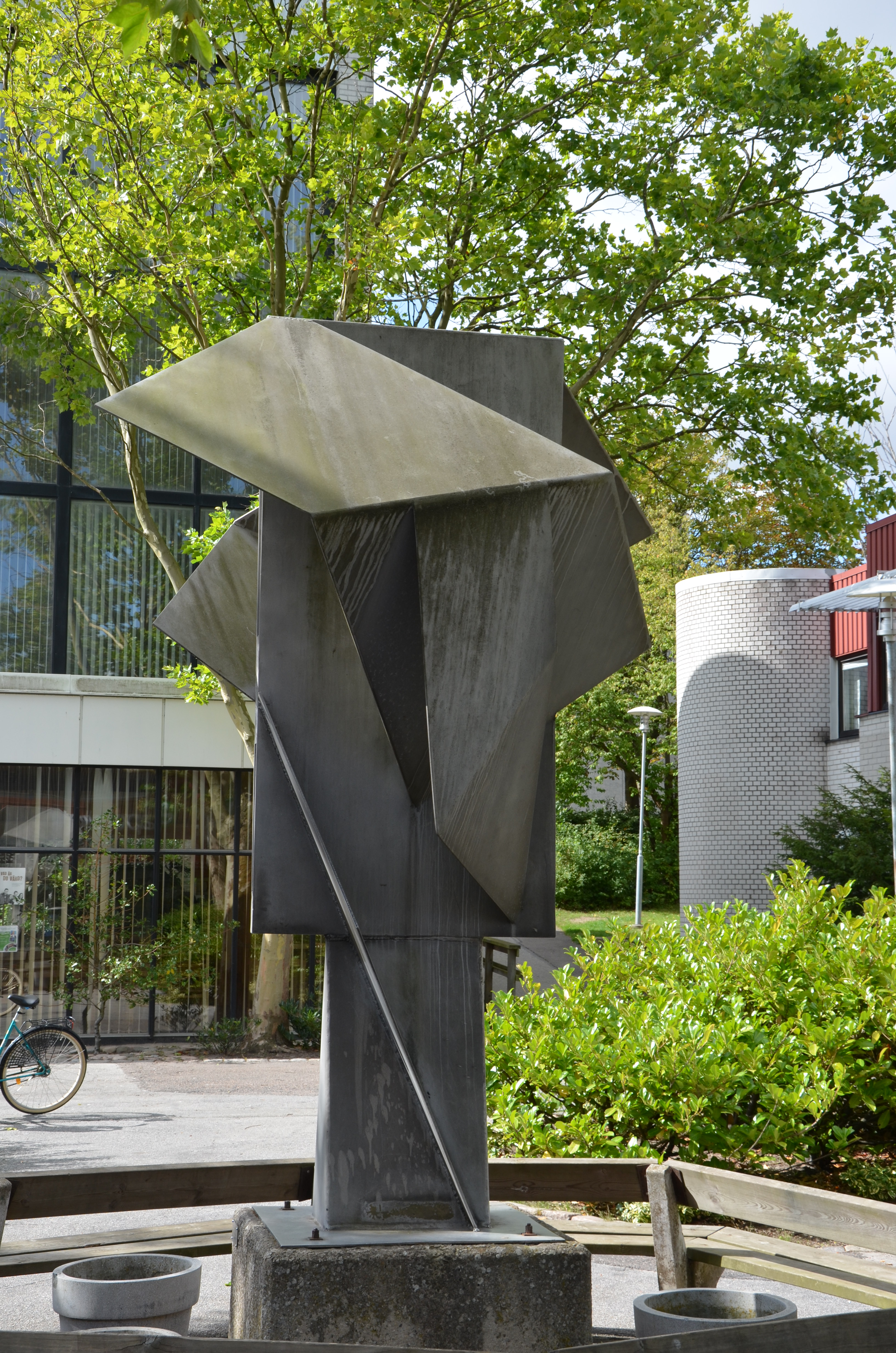
Abstrakt form, aluminium, 1972, Linero centrum i Lund.

Bengt Vilhelm Orup, född 13 oktober 1916 i Lindesberg, död 3 oktober 1996 i Domsten i Helsingborgs kommun, var en svensk skulptör, tecknare, målare och glasformgivare, en pionjär inom den svenska efterkrigstida modernismen.

## Biografi
Bengt Orup var son till Dagny och Birger Orup. Fadern, född i Bjuv, var rektor i Lindesberg där Bengt och hans bror Lars föddes. Modern, född Nilsson, kom från Skurup.
Orup lämnade föräldrahemmet i Lindesberg 1932 för studier vid läroverket, men hoppade av och utbildade sig 1933–1938 på Otte Skölds målarskola i Stockholm och Académie de la Grande Chaumière och Académie Colarossi i Paris. År 1941 gifte sig Bengt Orup med Teddi Flygare, och flyttade till Gamlehus i Domsten norr om Helsingborg, där han bodde till sin död 1996. Paret fick en son och en dotter. Efter ytterligare en resa till Paris  experimenterade han från 1946 med en renodlad geometrisk formvärld i den nya konkretistiska stilen. Han hämtade inspiration från lyrik, företrädesvis Gunnar Ekelöf, och gjorde aldrig någon riktig åtskillnad mellan konstverk, bruksföremål och reklam – lika gärna som han utformade verk som klassades som finkultur kunde han designa sällskapsspel, julkort och teckningar till sagor i veckotidningar. År 1957 blev en vändpunkt; detta år gjorde han målningen Oktober 1957.
Bengt Orup var konstnärlig ledare vid Johansfors glasbruk i Småland 1952–1962 samt 1967–1973. År 1963–1966 arbetade han för Hyllinge glashytta som hade invigts året innan, där Orup arbetade med att tvätta bort glashyttans stämpel som turistfälla med medelmåttigt glas.[källa behövs]
Han fick dessa tjänster trots att han saknade erfarenhet av glas. Företaget var en storindustri som formgav 1,5 miljoner föremål per år. På glasbruket tillverkades framför allt bruksföremål, och han designade där det randiga sommarglaset Strikt, som blev en storsäljare 1953. En annan välkänd produkt var Bäskaflaskan 1964 med tillhörande snapsglas. Mot slutet av 1960-talet fick han tjänst som gästprofessor vid Royal College of Art i kontakt med studio-glas-rörelsen i London, en stil han prövade i några år innan han slutade med glas på 1970-talet.
Orups målningar blev under 1960-talet dovare med jordnära toner och mycket mörker. Han experimenterade sedan med ytstrukturen snarare än med motivet för att sedan under 1970-talet helt hänge sig åt den konkretistiska målningen påverkad av Kazimir Malevitj och den minimalistiska devisen less is more. Orup är representerad vid bland annat  Nationalmuseum och Moderna museet i Stockholm samt Kalmar konstmuseum, Smålands museum, Helsingborg museum, Nordiska museet, Örebro läns museum, Västergötlands museum,  Norrköpings konstmuseum, Örebro läns landsting och Victoria and Albert Museum.
Han var en av deltagarna i konstnärsgruppen Differenterna. Bengt Orup är begravd på Vikens nya kyrkogård vid Öresund.